# El Ciclo de la Luna Roja
El Ciclo de la Luna Roja es el título de una trilogía de libros de fantasía juvenil, obra de José Antonio Cotrina, que consta de los siguientes volúmenes: La cosecha de Samhein, Los Hijos de las Tinieblas y La Sombra de la Luna.
En 2021, se publicó un volumen adicional, Coda, continuando la historia de Rocavarancolia y convirtiendo la saga en una tetralogía. 
Está ambientada en la ciudad ficticia de Rocavarancolia, donde un grupo de jóvenes de la Tierra llevado allí mediante engaños debe sobrevivir hasta la salida de la Luna Roja que da título a la saga.
En septiembre de 2020 la editorial Dark Horse publicó en Estados Unidos y Canadá La cosecha de Samhein (The Harvest of Samhein), primer volumen de la trilogía, en dos ediciones: en inglés y en castellano. La editorial ha adquirido los derechos para los tres libros, que irá publicando sucesivamente. El segundo volumen, Los Hijos de las Tinieblas (The Children of Darkness) está previsto para febrero de 2021 y el tercero, La sombra de la Luna (The Shadow of the Moon) está previsto para julio de 2021.

## La Cosecha de Samhein
La Cosecha de Samhein fue el primero de los libros de la saga. La primera edición se publicó en 2009.

### Significado del título
Samhein alude a la fiesta pagana celta Samhain que festejaba el fin del verano y que más tarde sería sustituida por la Noche de los Muertos (Halloween). Se celebra el 31 de octubre, el mismo día en el que comienza la novela.

### Sinopsis
En el primer tomo una serie de jóvenes, cuyas edades oscilan entre los trece y diecisiete años, con aptitudes mágicas especiales, son seducidos por un mago, Denéstor Tul, demiurgo de un reino llamado Rocavarancolia, a donde les conduce por medio de un portal mágico. Una vez allí, los doce elegidos descubrirán la aterradora verdad: deberán sobrevivir en el horripilante y devastado mundo hasta que la Luna Roja vuelva a asomar.

### Personajes
Los personajes relevantes se dividen en dos grupos: los Cosechados y el Consejo.
Los Cosechados:
- Adrian: el más joven de todos los personajes, con solo trece años. Es un soñador de espíritu infantil que teme al fuego. Experimentará un brusco cambio de actitud durante la trilogía.
- Alex: hermano de Madeleine. Es un pelirrojo extrovertido y algo arrogante, es el bromista que consigue sacar una sonrisa pase lo que pase.
- Bruno: frío, gafe y el primero de todo el grupo en dominar la magia. Cree pertenecer a Rocavarancolia por nacimiento.
- Darío: este solitario muchacho de São Paulo decide vivir por su cuenta, por lo que se desconoce gran parte de su historia.
- Héctor: un personaje muy relevante dentro de la obra, ya que es el que acumula el mayor poder mágico (que no sabe utilizar). Es torpe, tímido y con un ligero sobrepeso. Alguno de los personajes opina que "será el primero en morir".
- Lizbeth: escocesa, la más amable y cálida de las chicas. Poco agraciada pero maternal.
- Madeleine: al igual que su hermano destaca por su pelo rojo y su belleza. Provienen de Australia. Es una chica en apariencia frívola y superficial. Rocavarancolia le hará sacar su lado más fiero.
- Marco: con solo catorce años aparenta ser el más maduro de los Cosechados, además de robusto y con aptitudes para el liderazgo. Guarda un gran secreto.
- Marina: chica francesa que escribía cuentos basados en historias de Rocavarancolia antes de ser enviada allí. Héctor se siente atraído por ella. Se desconoce si ella le corresponde.
- Natalia: esta rusa de carácter hosco es capaz de percibir “sombras” que nadie más ve.
- Rachel: una vivaz joven canadiense inmune a la magia.
- Ricardo: español. Al igual que Marco, es fuerte y se pone inmediatamente a la cabeza del grupo.

El Consejo:
- Denéstor Tul: demiurgo de Rocavarancolia, un mago capaz de dar vida a objetos inanimados. También es el encargado de llevar a cabo la Cosecha de Samhein.
- Huryel: Regente de Rocavarancolia en ausencia del rey. Vive sus últimos meses.
- Dama Serena: el fantasma de la que fuera una vez reina, cuyo mayor deseo es morir.
- Esmael: un ángel negro, Señor de los Asesinos, que lucha por la regencia. Cruel y ambicioso, pero bello.
- Dama Desgarro: Comandante del Ejército y contrincante de Esmael por el puesto de Regente.
- Enoch el Polvoriento: un vampiro con la capacidad de disgregar sus moléculas. Fiel seguidor de Esmael.
- Rorcual: alquimista del reino, cuya propia incompetencia lo hizo invisible.
- Belisario: mago centenario con el cuerpo completamente cubierto por vendas.
- Mistral: un cambiante que no se deja ver en la primera mitad del libro. Trata de ayudar a los Cosechados.
- Ujthan: un corpulento luchador ansioso de guerra y cubierto por decenas de tatuajes.
- Los hermanos Lexel: antagonistas por naturaleza; visten y actúan inversamente.
- Dama Sueño: soñadora que permanece casi permanentemente postrada en cama. Sabe mucho más de lo que parece.

Otros personajes:
- Sarah: hermana de Héctor. Se halla junto a Héctor en sus últimos segundos en la tierra.
- Dama Araña: arácnido gigante con rango de sirviente y encargada de preparar la comida que les es enviada a los Cosechados.
- “El hombre de los arpones”: personaje poco relevante apenas descrito hasta el segundo libro de la saga. Es Solberino, el Náufrago.

### Argumento[6]
Como cada año, la noche de Samhein, el portal que une la Tierra con Rocavarancolia se abre permitiendo a Denéstor Tul pasar al mundo humano y buscar jóvenes útiles para el reino. En esta ocasión regresa con doce, la cosecha más prometedora de los últimos tiempos. Además, uno de ellos, Hector, sorprende a todos con su potencial: «esencia de reyes», murmura el anciano Belisario al contemplar la energía que despide.
Dos miembros del Consejo Real quebrantan la ley de no interferir el mismo día en que la cosecha llega a Rocavarancolia. No quieren arriesgarse a dejarlo todo en manos del destino y que el reino perezca, y eso es lo que ocurrirá si no queda vivo ni un solo joven cuando salga la Luna Roja. Dama Desgarro hechiza a Hector para que sea capaz de percibir las zonas peligrosas de la ciudad y poder así esquivarlas. Mistral, el cambiante, es más expeditivo: asesina a uno de los chicos y se infiltra en el grupo para ayudarlos desde dentro. Si cualquiera de los dos es descubierto, todo estará perdido. La cosecha se considerará contaminada y los matarán a todos. Y ese será el fin de Rocavarancolia.
La mayoría de los muchachos se une para afrontar en grupo los riesgos que puedan correr en la ciudad. Solo uno decide ir por su cuenta, un joven de São Paulo cuya esencia, según los análisis, es, tras la de Hector, la segunda mayor de la cosecha.
Pronto las incógnitas que rodean tanto a la ciudad como a su situación cobran forma. ¿Por qué los necesitan en Rocavarancolia? ¿Qué tienen ellos de especial? Son solo un puñado de muchachos normales y corrientes. Pero eso es mera apariencia. Hay mucho más en ellos de lo que se percibe a simple vista. Hector descubre que Natalia, una joven rusa, ve seres que los demás no pueden ver. Y hay algo extraño en Marina, otra cosechada: los relatos que escribía en la Tierra se parecen demasiado a Rocavarancolia. Y ¿qué decir de Bruno, el italiano, inexpresivo y frío como un robot?
El grupo consigue sobrevivir a su primer día en la ciudad en ruinas y se refugia en el torreón Margalar, un edificio bien protegido. Por supuesto, ha sido Mistral quien los ha conducido allí. 
Los días transcurren. El clima es tenso y de no ser por el sentido del humor y la personalidad llamativa de Alexander, un joven australiano, la situación sería todavía más angustiosa. Y aun así, Adrian, el más pequeño del grupo, está tan atemorizado que ni siquiera sale del torreón. Tiene motivos. El día en el que por fin se anima a ir con el resto en busca de alimentos sufre un encontronazo con el chico solitario, quien, sin motivo aparente, lo hiere de gravedad con su espada. Lo llevan al torreón Margalar, agonizante. Y poco después es Natalia la que cae herida, envenenada por una de las muchas criaturas que vagan por las ruinas.
Mistral ve como todo se derrumba. No ha podido evitar que Rocavarancolia los vaya masacrando. Si no hace nada, los heridos morirán y luego le llegará el turno a los otros. Y toma una decisión: sacrificar a Alexander para que el grupo tenga más posibilidades de sobrevivir. Conduce al muchacho a una de las torres de hechicería de la ciudad y Alex cae atrapado en la maldición mortal que protege su entrada. Sus amigos no pueden hacer nada para salvarlo, solo acompañarlo en sus momentos finales. Pero su muerte no es en vano: una vez conocida la existencia de la maldición, Bruno es capaz de desactivarla con la ayuda de Rachel, una joven a la que no afecta la magia.
Esa misma noche, el grupo entra en la torre. Rocavarancolia es una ciudad cruel y ya ha demostrado estar dispuesta a todo por destruirlos. Si quieren sobrevivir, van a necesitar un milagro. Y de eso se supone que está repleta la torre: de magia.
Alex no es el único en morir en la ciudad ese día. En el castillo de las montañas encuentran el cadáver de Belisario. ¿Tendrá su muerte algo que ver con las intrigas de dama Desgarro y Esmael, el Señor de los Asesinos de Rocavarancolia, por conseguir el cargo de regente? Denéstor Tul visita a dama Sueño, una anciana hechicera, que le muestra una visión funesta: 
«No puedes oírlo, ¿verdad? El rugido, la muerte, la batalla. La sangre, el fuego y los dragones. ¿No los oyes? Oh, mi maravilloso demiurgo. Aún no sabes lo que nos has traído desde el reino humano…
»Nos has traído el final.

## Los Hijos de las Tinieblas
Los Hijos de las Tinieblas es el segundo libro de la trilogía, publicado por primera vez en 2010.

### Sinopsis
Los jóvenes que han sobrevivido a los primeros meses han madurado física y psicológicamente, y se siguen enfrentando a los peligros de la oscura ciudad, que aún les depara grandes peligros. En su lucha por sobrevivir, descubrirán la verdad sobre la Luna Roja.
Mientras tanto, nace una conspiración con el objetivo de tomar el poder de Rocavarancolia y con un antiguo mal al frente con el que el Consejo deberá lidiar.

### Personajes
Salvo los fallecidos durante el primer tomo, los personajes son los mismos, además de otros que no han aparecido hasta ahora, como son:
- Hurza Comeojos: el primer Señor de los Asesinos, regresado de la tumba con un oscuro propósito.
- Caleb: un hombre enajenado que vive con la única compañía de unas hienas.
- Solberino: marinero de origen desconocido. Sustituye a otro miembro fallecido del Consejo.
- Dama Ponzoña: esta bruja es descrita como sumamente estúpida, vulgar y amante de las serpientes.
- Roallen: trasgo que fue expulsado del Consejo por devorar la cosecha.

### Argumento[9]
Las cosas han cambiado.
Ahora los muchachos del torreón Margalar tienen la magia de su parte y eso puede marcar la diferencia entre sobrevivir y perecer. Gracias a los libros que han encontrado en la torre Serpentaria, Natalia y Bruno comienzan a aprender hechizos y sortilegios que los ayudarán a enfrentarse a Rocavarancolia. Para su sorpresa, ellos son los únicos capacitados para la magia de todo el grupo; los demás no parecen capaces ni de lanzar el hechizo más sencillo. Es el italiano quien se encarga de curar las heridas que han estado a punto de matar a Adrian y Natalia. Pero hay heridas que ni siquiera la magia puede sanar. A todos les cuesta asimilar la muerte de Alexander; sobre todo a su hermana, que vaga por el torreón como un alma en pena. Y, aunque Bruno ha conseguido salvar a Adrian, este en poco se parece ya al chico extrovertido que llegó a Rocavarancolia. Se ha vuelto huraño y está obsesionado con el joven que, sin mediar provocación, lo hirió en aquella escalera. Lo que Adrian no sabe es que este, un brasileño llamado Darío, no tuvo la menor intención de hacerle daño: fue la espada encantada que empuñaba la que, por su propia cuenta, intentó matarlo.
Los días pasan y finalmente el grupo decide que ha llegado el momento de enfrentarse a Rocavarancolia y sus misterios. Lo ignoran casi todo de la ciudad donde han ido a parar. ¿Por qué los necesitan? ¿Qué los hace tan especiales para el reino? Y, sobre todo, la pregunta que más les inquieta: ¿qué sucederá cuando salga la Luna Roja? Exploran la ciudad durante semanas a la búsqueda de respuestas que no terminan de encontrar.
Varios miembros del Consejo Real siguen incumpliendo la ley de no interferir en la cosecha, y hacen lo posible por ayudarlos. Lo que desconocen es que hay una segunda conspiración en marcha en Rocavarancolia, una conspiración muchísimo más peligrosa. Hurza Comeojos, uno de los fundadores del reino, ha vuelto a la vida en el cuerpo del asesinado Belisario. Quiere recuperar su grimorio, el libro de hechizos en el que guardó buena parte de su poder antes de que lo mataran. Y quiere traer también de regreso a la vida a su hermano Harex, uno de los magos más poderosos que han existido jamás. Poco a poco se va infiltrando en el Consejo Real, captando adeptos para su causa. A dama Serena le promete la muerte, a Solberino la destrucción del reino, a Ujthan una guerra… 
Tras la muerte de otros dos miembros del Consejo, asesinados ambos por Hurza, Denéstor Tul da un ultimátum a Mistral, que sigue infiltrado en el grupo del torreón Margalar: tiene que abandonarlos y debe hacerlo cuanto antes. Como despedida, el cambiante los lleva a un palacete magnífico que él cree lugar seguro. Allí el grupo se relaja por primera vez en mucho tiempo. Entonces sobreviene la tragedia: Lizbeth se pone al cuello una gargantilla encantada que la convierte en un monstruo y enloquecida ataca a Rachel. Hector logra reducir a la criatura en la que se ha convertido su amiga, pero ya es demasiado tarde: Rachel está muerta. 
El propio Hector lleva el cadáver al cementerio de Rocavarancolia. Allí, al fin, se desvela su destino. Allí comprende qué los aguarda cuando salga la Luna Roja: van a convertirse en monstruos. Se van a transformar en las mismas criaturas que habitan esa ciudad maldita.
Esa revelación hunde el ánimo de la cosecha. No ven salvación posible, pero aun así, deciden no rendirse. Bruno está convencido de que debe existir un modo de eludir ese destino y promete encontrarlo. A medida que la Luna Roja se acerca, notan como esta comienza a afectarlos. Son más fuertes y rápidos, y los que son capaces de hacer magia sienten como su poder aumenta de forma considerable. Adrian también parece estar cada vez más descontrolado. Su obsesión por Darío sigue creciendo y, a la par, le surge una nueva: quiere despertar al dragón que se encuentra petrificado en una de las plazas de Rocavarancolia. Es justo en esa misma plaza donde los muchachos se enfrentan a uno de los antiguos miembros del Consejo Real: Roallen, un trasgo desterrado del reino tras devorar a la cosecha anterior, que ha regresado del desierto para saciar su hambre. El trasgo asesina a Ricardo y a punto está de acabar con el resto, pero la intervención de Denéstor pone punto final al conflicto, aunque no antes de que Roallen hiera de gravedad a Hector.
Todo augura a que el joven no va a sobrevivir. Sus amigos hacen lo posible por salvarlo, pero la magia que podría curarlo está fuera de su alcance. Sumido en un sueño profundo lo trasladan al torreón. Mientras Hector lucha por su vida, la muerte vuelve a ensañarse en el Consejo Real. Esta vez es Denéstor Tul, el demiurgo de Rocavarancolia, quien cae víctima de Hurza y sus conspiradores. Pero para sorpresa del demiurgo, la muerte no es el final. Dama Sueño, la anciana hechicera que vaticinó el fin del reino, ha capturado su alma. No solo la suya: dentro de los sueños guarda las almas de muchos de los que han muerto en Rocavarancolia en los últimos treinta años. La propia hechicera es la que salva a Hector. Lo visita en sueños y en ellos le da a beber un elixir que restablece su salud. También le muestra una batalla que tuvo lugar doscientos años antes. Y un bosque que contiene el alma de un mundo.
Cuando Hector despierta, la Luna Roja ya está en el cielo y Rocavarancolia ha enloquecido. Y, de nuevo, todo es diferente. Todos lo sienten. Hasta el último habitante del reino se da cuenta de que la ciudad entera está cambiando.
Bruno ha dejado atrás su frialdad e intenta lidiar con una vorágine de nuevos sentimientos que lo desequilibran y aturden. Maddie, a medio transformar en loba, abandona el torreón y se lleva con ella a Lizbeth. Marina cae sumida en un desmayo inquietante que casi parece más muerte que inconsciencia. Natalia domina ya por completo a las ónyces, las criaturas sombrías que durante mucho tiempo solo ella era capaz de ver. Adrian, el joven que vivió aterrado por el fuego, ahora es capaz de controlarlo y está convencido de que, con la Luna Roja en el cielo, sí será capaz de despertar al dragón de la plaza. Darío, el joven solitario, comienza a transformarse en trasgo, en la misma criatura horrible a la que él también se enfrentó en la plaza el día en que murió Ricardo.
Rocavarancolia se estremece bajo la Luna Roja.
Hurza espera, Hurza aguarda. Necesita a Hector, el muchacho con más potencial de la cosecha, para resucitar en su cuerpo a su hermano Harex del mismo modo en que él resucitó en Belisario. Y también necesita a un vampiro para recuperar el poder que almacenó en su Grimorio. Alguien hechizó su libro de tal modo que solo un ser de esa especie puede tocarlo sin ser destruido. Pronto habrá un nuevo vampiro en Rocavarancolia. La Luna Roja también se está encargando de ello. Hurza teje sus planes en la oscuridad, conspirando con sus nuevos aliados. Proporciona a dama Serena un hechizo de dominio, un sortilegio de gran poder que deberá usar cuando llegue el momento.
Esmael también nota que el curso de los acontecimientos está llegando a un punto crucial. Ha averiguado que Mistral ayudó a la cosecha a sobrevivir y que Denéstor Tul, y probablemente dama Desgarro, estaba implicado en la conspiración. Con esa información lograría hacerse con el poder en Rocavarancolia, pero, por una vez, está indeciso. De descubrirlos, la cosecha sería ejecutada y eso traería aparejado el final del reino que pretende gobernar.
Mistral, el cambiante, enloquecido y perdido, reza a todos los dioses habidos y por haber para conseguir recordar el nombre que una vez tuvo en la Tierra y que, desde hace tiempo, ha olvidado. En sueños se le presenta una antigua amiga y le ofrece ese nombre. Pero a cambio le pide que haga una promesa: la próxima vez que lo visite en sueños, le pedirá algo y él deberá hacerlo sin preguntas, sin dudas, sea lo que sea.
Y Hector, por supuesto, también está cambiando. Una nueva mano sustituye a la que perdió en su enfrentamiento con Roallen, una mano negra y poderosa, una mano de ángel negro. Su espalda se desgarra y dos alas rojas emergen de ella. La locura de la noche alcanza su clímax. El mundo entero aguarda. Todo está a punto de consumarse. Esta es la noche en la que, de verdad, comienza a escribirse el fin de la historia. El joven da un paso al frente y se dispone a volar por primera vez. Extiende sus nuevas alas. A lo lejos brama la tormenta, a lo lejos se escucha el rugido de un dragón que despierta de su largo letargo. La Luna Roja vigila.
Y Hector salta.

## La Sombra de la Luna
La Sombra de la Luna es la tercera novela de la trilogía, y se publicó por primera vez en 2011.

### Sinopsis
La Luna Roja ha llegado al fin. Aunque los cosechados creían conocer lo que eso implicaba, ni en sus pesadillas más tenebrosas podrían imaginar lo que aguardaba cuando inició su magia terrible. Los miembros del Consejo Real y los supervivientes de la cosecha deberán elegir bando para la batalla decisiva. Rocavarancolia se prepara para contemplar la mayor de sus leyendas.  ¿Quién gobernará el reino tras la última Luna Roja? Y, lo más importante: ¿quedará algo de humanidad en los supervivientes?

### Argumento
La Luna Roja ha salido al fin.  
Hector ahora es un ángel negro, una de las criaturas más poderosas que existen, pero aun así es incapaz de hacer magia. Además, nota una furia desconocida, como si la oscuridad de Rocavarancolia se le hubiera metido dentro. Hector no es el único que siente esa influencia siniestra. Natalia, que ahora domina a las sombras que antes la acechaban, también lucha contra ella. Al igual que Marina que, tras despertar convertida en vampira, tiene que mantener a raya la creciente sed de sangre que la posee. Adrian, en cambio, abraza la oscuridad sin problemas. Su obsesión por Darío va en aumento. Quiere encontrarlo. Quiere matarlo. Y ahora tiene un dragón.
Darío también ha cambiado. Se ha transformado en un trasgo, un monstruo atroz víctima de un apetito descomunal. Necesita carne para alimentarse, y no cualquier carne. No le valen las de las alimañas que recorren Rocavarancolia, necesita carne de especies superiores. Necesita carne humana.
Rocavarancolia corre por las venas de la cosecha y su influencia es terrible. Bruno, transformado en demiurgo, apenas puede enfrentarse al caos de emociones que siente ahora. En un arrebato, le confiesa a Natalia que está enamorado de ella. La bruja se ríe de él y lo hunde todavía más. La ciudad ya les ha mostrado lo cruel que puede llegar a ser, pero ahora esa crueldad parece formar también parte de ellos. Adrian se distancia más y más del grupo, no entiende por qué luchan contra su naturaleza cuando lo sensato, lo lógico, es aceptarla. El piromante no se parece en nada al muchacho que llegó hace meses a aquella ciudad maldita. Para subrayar más esa diferencia decide cambiar de nombre, algo tradicional entre los cosechados tras la salida de la Luna Roja. Adopta el nombre de un dragón legendario: Andras Sula. 
No es el único que cambia de nombre. El demiurgo, todavía sin recuperarse del rechazo de Natalia, deja de ser Bruno para pasar a ser Sedalar Tul. Otra que también lo hace es Maddie, que decide llamarse Roja. Ella y Lizbeth se han unido a la manada de lobos que habita entre las ruinas del jardín del castillo. 
Esmael toma como pupilo a Hector. Sus lecciones son duras y muchas acaban con el joven medio muerto. Aun así el nuevo ángel negro de Rocavarancolia continúa siendo incapaz de hacer magia. Esmael le explica el motivo: la magia no es gratuita, necesita energía para ponerse en funcionamiento. Esa energía se consigue de diferentes maneras: los vampiros la extraen de la sangre de sus víctimas; los trasgos, de la carne de quienes devoran. Y los ángeles negros la consiguen a través de la muerte; tienen que matar para ser capaces de hacer magia. A Hector le espanta la noticia. No matará nunca, dice, aunque eso implique cerrar para siempre esa puerta. 
La ciudad entera sucumbe al imperio de la Luna Roja. Hurza y los suyos también notan sus efectos. Cada vez está más cerca el momento de revelarse y tomar el control de Rocavarancolia. Lo único que les frena es Esmael. El ángel negro es demasiado poderoso y Hurza no quiere enfrentarse a él hasta estar preparado. Para eso tiene que recuperar la magia que almacenó en su grimorio. Necesita a Marina para conseguirlo ya que solo un vampiro es capaz de tocar el libro sin que el hechizo que lo protege acabe con él. Hurza también tiene sus ojos puestos en Hector, a él lo necesita para resucitar a su hermano Harex. De todos los cosechados, es el único lo bastante fuerte como para que su cuerpo resista la resurrección de Harex. 
Hurza ignora que una de sus víctimas sigue con vida. Enoch el polvoriento no llegó a morir, adoptó su forma de polvo y escapó de sus garras sin que él se percatara. Lleva tiempo vagando por Rocavarancolia, incapaz de revertir a su forma humana. Pero la Luna Roja le da fuerzas para dominar su forma lo suficiente como para comunicarse con Esmael y explicarle lo que trama Hurza. El ángel negro actúa de inmediato. Vuela hasta el torreón Margalar, dispuesto a matar a Hector y Marina para frustrar los planes del nigromante. Pero en el último momento, detiene su mano. Esa no es la manera, se dice. Vuela fuera del torreón y reta a Hurza a gritos. El hechicero acude a la llamada, aun sin estar preparado.
El duelo entre las dos criaturas es tremendo. Sacude Rocavarancolia de parte a parte. Esmael está a punto de derrotar a su adversario, pero justo cuando tiene la victoria en la mano, Ujthan, uno de los conspiradores, ataca a traición al ángel negro. Su espada apenas lo roza, pero es un arma encantada que drena por completo la magia de Esmael, lo que desequilibra por completo la lucha. Antes de que Hurza pueda matar al ángel negro y absorber así su memoria y sus poderes, Esmael vuela hasta Rocavaragálago, la gigantesca catedral construida con un pedazo de Luna Roja, y se arroja al foso de lava que la rodea, donde muere.
Pero la muerte no es el final. Dama Sueño, como hizo con Denéstor, como hizo con los muertos de la cosecha, como ha hecho tantas y tantas veces a lo largo de los últimos treinta años, recolecta el alma del ángel negro y se la lleva consigo. 
Hurza toma al fin el control de la ciudad y captura a Hector y a Marina. El nigromante usa los poderes que le robó a Denéstor Tul para dar vida a todas las estatuas y gárgolas de Rocavarancolia y les ordena matar hasta al último de sus habitantes. Luego despierta al ejército de muertos que su hermano y él dejaron aletargado en Rocavaragálago. Es imposible que la victoria se le escape: es más poderoso que nunca y en Rocavarancolia ya no queda nadie capaz de enfrentarse a él. Solo falta resucitar a su hermano para que su victoria sea completa. Pero cuando llega el momento, la resurrección falla. El cuerpo de Hector, a pesar de lo que creía, no es lo bastante fuerte para servir de recipiente al alma de su hermano. Hurza no tarda en comprender lo que ha pasado: Hector no es a quien buscaban, a pesar de las apariencias no es el más poderoso de la cosecha. A quien necesita es a Darío, al trasgo.
El ejército de estatuas y gárgolas sigue con su masacre. Todo parece condenado. Hasta que Sedalar Tul da un paso al frente. Es un demiurgo, es capaz de dar vida a todo lo que se le antoje. Y eso hace. La ciudad está partida en dos por la cicatriz de Arax, una grieta descomunal repleta con los restos de los que lucharon en la batalla que trajo la ruina a Rocavarancolia hace más de treinta años. Está llena de esqueletos de gigantes, de dragones, de monstruos y quimeras... Sedalar pone al límite sus fuerzas para construir un ejército de hueso que lanza contra Hurza y los suyos. Es tal el esfuerzo que tiene que realizar que el joven muere en el proceso. Y dama Sueño, de nuevo, aparece para llevarse otra alma con ella.
La cosecha, unida como nunca, se lanza a la batalla. Natalia y sus sombras, el ejército de Sedalar, Andras Sula y su dragón. Y dama Sueño sigue moviendo sus hilos. Ordena a Mistral ir al castillo y matarla. Al cambiante no le queda más remedio que obedecer. Prometió a la hechicera que, a cambio de su verdadero nombre, haría lo que esta le pidiera. Junto a Lizbeth, expulsada de la manada, se pone en marcha rumbo a la fortaleza para cumplir su promesa. En Rocavaragálago, mientras tanto, Hurza atrapa a Darío y consigue resucitar por fin a Harex. Marina y Hector aprovechan el caos que se forma a continuación para liberarse y escapar. En la huida el ángel negro, al matar en defensa propia a uno de los aliados de Hurza, descubre el poder de la magia. La locura se adueña de la ciudad. Y todavía va a más cuando dama Serena convoca a todos los fantasmas del reino para que luchen en la batalla junto a ellos y decanten la balanza en favor del nigromante. 
Mistral y Lizbeth consiguen abrirse camino hasta el castillo. La joven loba muere allí y el cambiante se arrastra agonizante hasta los aposentos de dama Sueño. Con sus últimas fuerzas mata a la hechicera, como esta le pidió. Su muerte libera a todas las almas que ha ido atesorando a lo largo de los años. Cientos y cientos de guerreros y monstruos vuelven a la vida y comandados por Esmael y Denéstor se unen a la batalla. Los muertos de la cosecha también están allí: Alexander, Rachel, Ricardo, Lizbeth, hasta el joven al que Mistral mató para infiltrarse en el grupo. Es una resurrección breve, pero tiene que ser suficiente para vencer a las fuerzas de Hurza. El destino de Rocavarancolia depende de ello.
La batalla hace temblar los cimientos del reino, la magia incendia los cielos. Harex y Hurza sucumben al fin en lo alto de Rocavaragálago, la catedral roja. Sus ejércitos son derrotados. Los resucitados y los supervivientes de la cosecha se reúnen, victoriosos, los primeros a punto de desvanecerse, los segundos agotados.  La victoria es suya. Como predijo dama Sueño, Rocavarancolia, la vieja Rocavarancolia, llega a su fin, y una nueva surge de entre sus cenizas, una Rocavarancolia comandada por la última cosecha de Denéstor Tul, una Rocavarancolia en la que, por primera vez, habrá sitio para la piedad y la esperanza. Llegaron siendo niños y ahora son criaturas de leyenda.
Y ahora la ciudad es suya.

## Coda
Coda es la cuarta novela de la saga, y se publicó por primera vez en 2021.